# Pierre Baillot
Pierre Marie François de Sales Baillot (1771-1842) là nhà soạn nhạc, nghệ sĩ violin người Pháp. Ignaz Moscheles, trong lời đánh giá về Niccolò Paganini, có khẳng định rằng các tác phẩm của Baillot mang chất quyền lực.